# Agnieszka Rochmińska
Agnieszka Rochmińska (ur. 25 września 1969 w Rawie Mazowieckiej) – polski geograf, specjalista w zakresie geografii usług (w tym głównie handlu), gospodarki przestrzennej i geografii społecznej, wykładowca Wydziału Nauk Geograficznych Uniwersytetu Łódzkiego.

## Życiorys
W 1993 roku ukończyła studia magisterskie na Wydziale Biologii i Nauk o Ziemi Uniwersytetu Łódzkiego (praca: Przemiany społeczno-gospodarcze pogranicza łęczycko-mazowieckiego w aspekcie rozwoju wielkich miast: Warszawy i Łodzi, promotor: dr Marek Sobczyński). Doktoryzowała się na macierzystej uczelni na podstawie rozprawy napisanej pod kierunkiem prof. dr hab. Krystiana Heffnera pt.: Polityczno-administracyjna regionalizacja Polski – analiza procesów przestrzennych.
Stopień naukowy doktora habilitowanego w zakresie geografii uzyskała w 2014 roku w oparciu o rozprawę pt.: Atrakcyjność łódzkich centrów handlowych oraz zachowania nabywcze i przestrzenne ich klientów.
W latach 1993–1995 pracowała w Zespole Szkół Zawodowych nr 1 w Białej Rawskiej. Od 2000 roku zawodowo związana z Uniwersytetem Łódzkim, gdzie w latach 2015–2016 kierowała Katedrą Studiów Ludnościowych i Badań nad Usługami. Od 2016 roku zatrudniona w Instytucie Zagospodarowania Środowiska i Polityki Przestrzennej, gdzie w latach 2016–2021 kierowała Zakładem Geografii Ekonomicznej i Polityki Społecznej. W latach 2015–2021 pełniła funkcję redaktora czasopisma „Space‒Society‒Economy”.

## Wyróżnienia i odznaczenia
Medal Komisji Edukacji Narodowej (2014); Nagroda Rektora UŁ za osiągnięcia naukowe (2015).

## Wybrane publikacje
- Rochmińska A. (2001), The Lasting and Historical Interregional Borderlands in Poland, „Region and Regionalism”, No. 5, s. 204–211.
- Rochmińska A. (2005), Rozwój sieci handlowych z udziałem kapitału zagranicznego [w:] J. Dzieciuchowicz (red.), Usługi rynkowe w Łodzi w dobie transformacji, Wydawnictwo Uniwersytetu Łódzkiego, Łódź, s. 65–92.
- Rochmińska A. (2009), Sieci handlowe z kapitałem zagranicznym jako nowy element w strukturze miasta [w:] I. Jażdżewska (red.), Duże i średnie miasta polskie w okresie transformacji, „XXII Konwersatorium Wiedzy o Mieście”, t. 1, Łódź, s. 161−172.
- Janiszewska A., Klima E., Rochmińska A. (2010), Wieżowiec jako habitat [w:] S. Liszewski (red.), Obszary metropolitalne we współczesnym środowisku geograficznym, 58. Zjazd PTG, z. 1, Łódź, s. 195–201.
- Janiszewska A., Klima E., Rochmińska A. (2011a), Jakość życia na łódzkich osiedlach [w:] J. Dzieciuchowicz (red.), Współczesne przemiany środowiska mieszkaniowego – wybrane problemy, „Space ‒ Society ‒ Economy”, No. 10, s. 145‒179.
- Rochmińska A. (2011b), Centra handlowe – miejsca spędzania czasu wolnego przez łodzian, „Acta Universitatis Lodziensis. Folia Geographica Socio-Oeconomica”, nr 11, Łódź, s. 207–217.
- Rochmińska A., Stasiak A. (2011c), Strategie rozwoju turystyki w Polsce. Województwa i miasta do 200 tys. mieszkańców [w:] A. Mularczyk (red.), Raport, „Wiadomości Turystyczne”, Warszawa, 22 s.
- Rochmińska A. (2013), Atrakcyjność łódzkich centrów handlowych oraz zachowania nabywcze i przestrzenne ich klientów, Wydawnictwo Uniwersytetu Łódzkiego, Łódź, 309 s.
- Rochmińska A. (2014), Centra handlowe jako przestrzenie hybrydowe, „Space ‒ Society ‒ Economy”, No. 3, s. 281–297.
- Rochmińska A. (2017), Shopping Centers as Elements of the Functional and Spatial Structures of Cities. Location, Impact, Change Tendencies, Development Perspectives, „Barometr Regionalny”, t. 15, nr 2, s. 55–65.
- Dyda O., Rochmińska A. (2018), Kształtowanie atrakcyjności architektonicznej małego miasta na przykładzie obwodu lwowskiego (Ukraina), „Space ‒ Society ‒ Economy”, No. 25, s. 7–21.
- Borowska-Stefańska, M., Kowalski, M., Kurzyk, P., Rochmińska, A., & Wiśniewski, S. (2022). How transport shapes the landscape of large-format food retail trade? Retail geography in Poland–An interactive measure. „Applied Geography”, 149, 102818.
- Rochmińska, A. (2023). Wind Energy Infrastructure and Socio-Spatial Conflicts. Energies, 16(3), 1032. [oline] https://www.mdpi.com/1996-1073/16/3/1032 [dostęp: 7.03.2023].